# ميدجورني
ميدجورني (بالإنجليزية: Midjourney) هو معمل أبحاث مستقل ينتج برنامج ذكاء اصطناعي خاص مفتوح المصدر ينشئ صورًا من الأوصاف النصية، على غرار أوبن أيه آي. الأداة حاليًا في مرحلة تجريبية مفتوحة دخلتها في 12 يوليو 2022.
يقود فريق المعمل ديفيد هولز، الذي شارك في تأسيس ليب موشن. تستخدم ميدجورني نموذج عمل فريميوم، مع فئة مجانية محدودة ومستويات مدفوعة توفر وصولاً أسرع وقدرة أكبر وميزات إضافية. ينشئ المستخدمون عملًا فنيًا باستخدام ميدجورني باستخدام أوامر ديستروكيد بوت.
دخل ميدجورني الإصدار التجريبي المفتوح في 12 يوليو 2022. تعمل الشركة على تحسين الخوارزميات الخاصة بها، وتصدر إصدارات جديدة منذ بضعة أشهر. أُطلق الإصدار الثاني من الخوارزمية في أبريل 2022 والإصدار الثالث في يوليو.

## الوظيفة
لا يمكن الوصول إلى ميدجورني حاليًا إلا من خلال ديسكورد بوت الموجود على تطبيق ديسكورد الرسمي على جميع الاجهزة الرقمية، أو عن طريق المراسلة المباشرة إلى الروبوت، أو عن طريق دعوة الروبوت إلى خادم جهة خارجية.
لإنشاء صور، يستخدم المستخدمون الأمر /imagine واكتب المطالبة في الأمر، مثل أدوات إنشاء الأعمال الفنية الأخرى التي تعمل بتقنية الذكاء الاصطناعي. ثم يقوم الروبوت بإنشاء صورة وفقًا لمطالبتك.

## الاستخدام
يقول المؤسس ديفيد هولز إنه يرى الفنانين على أنهم عملاء، وليسوا منافسين، لشركة ميدجورني؛ أخبر هولز ذي ريجستر أن الفنانين يستخدمون ميدجورني للنماذج الأولية السريعة للمفاهيم الفنية لعرضها على العملاء قبل بدء العمل بأنفسهم. نظرًا لأن مجموعة تدريب ميدجورني تتضمن أعمال فنانين محمية بحقوق الطبع والنشر، فقد اتهم بعض الفنانين ميدجورني بتقليل قيمة العمل الإبداعي الأصلي.
كانت صناعة الإعلان سريعة في تبني أدوات الذكاء الاصطناعي مثل ميدجورني وأوبن أيه آي. وغيرها و توفر الأدوات التي تمكّن المعلنين من إنشاء محتوى أصلي وطرح الأفكار بسرعة، فرصًا جديدة مثل الإعلانات المخصصة التي تم إنشاؤها للأفراد، أو طريقة جديدة لإنشاء مؤثرات خاصة، أو حتى جعل إعلانات التجارة الإلكترونية أكثر فاعلية.

### الاستخدام الملحوظ
استخدم البرنامج من قبل مجلة ذي إيكونوميست البريطانية لإنشاء الغلاف الأمامي لعدد ما في يونيو 2022 في إيطاليا، نشرت صحيفة كوريري ديلا سيرا الرائدة كتابًا هزليًا أنشئ بواسطة ميدجورني للكاتب فاني سانتوني في أغسطس 2022 [استخدم تشارلي وارزل ميدجورني لإنشاء صورتين لأليكس جونز في نشرة وارزل الإخبارية في المحيط الأطلسي. تم انتقاد استخدام الغلاف الذي تم إنشاؤه بواسطة الذكاء الاصطناعي من قبل الأشخاص الذين شعروا أنه يأخذ وظائف من الفنانين. وصف ورزل تصرفه بأنه خطأ في مقال حول قراره استخدام الصور التي أنشئت. الأسبوع الماضي الليلة مع جون أوليفر تضمنت مقطعًا مدته 10 دقائق عن ميدجورني في حلقة تم بثها في أغسطس 2022.
فازت صورة ميدجورني تسمى مسرح الأوبرا المكاني (Théâtre d'Opéra Spatial) بالمركز الأول في مسابقة الفن الرقمي في معرض ولاية كولورادو 2022.

## حقوق الطبع والنشر والاستخدام
كافة الصور والرسومات التي ينشأها ميدجورني متاحة للاستخدام الشخصي مع ذكر اسم المحرك.
في حالة الاشتراك بإحدى الباقات سيتيح ميدجورني الاستخدام التجاري للمشترك مع ميزات أخرى

## وصلات خارجية
- الموقع الرسمي